# Аржента
Аржента (фр. Argentat) насеље је и општина у централној Француској у региону Лимузен, у департману Корез која припада префектури Тил.
По подацима из 2011. године у општини је живело 3.016 становника, а густина насељености је износила 134,58 становника/km². Општина се простире на површини од 22,41 km². Налази се на средњој надморској висини од 188 метара (максималној 441 m, а минималној 166 m).

## Демографија
| 1962. | 1968. | 1975. | 1982. | 1990. | 1999. | 2011. |
| ----- | ----- | ----- | ----- | ----- | ----- | ----- |
| 3.196 | 3.256 | 3.371 | 3.234 | 3.189 | 3.125 | 3.016 |

График промене броја становника у току последњих година